# لؤي علي خليل
لؤي علي خليل هو كاتب سوري.

## سيرة ذاتية
ولد لؤي علي خليل في دمشق عام 1969م، ثم انتقل إلى المملكة العربية السعودية بعد سنتين تقريباً من ولادته، فدرس فيها المرحلة الابتدائية والإعدادية، ثم عاد إلى سوريا فأكمل دراسته الثانوية والجامعية في مدينة حلب، ثم عُيّن معيداً في جامعة دمشق، ونال فيها درجتي الماجستير والدكتوراه في تخصص الأدب القديم، وعمل عضواً في الهيئة تدريسية في جامعة دمشق، وأعير إلى الجامعات السعودية في الطائف وتبوك مدة 6 سنوات، ابتداءً من عام 2002م، ثم التحق بعمله في جامعة دمشق عام 2008م، وعمل مشرفًا على المحتوى الفكري لقناة سبيس تون بين عامي 2009 و2012، غادر سوريا أول عام 2013 بعد أن قصف النظام بيته، فالتحق بجامعة قطر في قسم اللغة العربية،
-نال درجة الأستاذية (بروفيسور) في تخصص النقد الثقافي والدراسات الثقافية من جامعة قطر.
-أنشأ فريق السرديات والدراسات الثقافية ولا يزال رئيسا له.
-نشط في مجال أدب الأطفال المقروء والمرئي. 

## المؤلفات
ألف العديد من الكتب الأدبية والنقدية، من بينها:
في مجال الدراسات النقدية والثقافية
- «تلقي العجائبي في النقد العربي الحديث»، نشرعام 2006م بوساطة هيئة الموسوعة العربية في دمشق.
- «عجائبية النثر الحكائي أدب المعراج والمناقب»، نشرعام 2007م بوساطة دار التكوين في دمشق.
- «الدهر في الشعر الأندلسي، دراسة في حركة المعنى»، عام 2010م. صدر عن هيئة أبو ظبي.
- «العجائبي والسرد العربي: النظرية بين التلقي والنص»، 2014، بوساطة الدار العربية للعلوم ناشرون.
- معجم الشخصيات السردية في التراث الحكائي، عام2020، صدر عن دار كنوز المعرفة.
- السلطة والنسق المضاد في السرد الروائي (دراسة ثقافية)، صدر عن المؤسسة العربية للدراسات والنشر.
- في مجال الأدب الروائي والقصصي:
- «أشياء ضائعة» (قصص)، عام 1997م. وطبعة ثانية عام 2022 عن دار التكوين.
- «عين جورية»(رواية)، نشرت بصيغة طباعة الريزو عام 2007م بوساطة دار التكوين.
- «وجوه القلعة» (قصص)، نشرت عام 2010م بوساطة اتحاد الكتاب العرب في دمشق، ثم صدرت في طبعة ثانية عن دار ميسلون في تركيا.
- «هسيس الملائكة» (رواية)، أعاد النظر في روايته الأولى (عين جورية) لتصدر رسميا بعنوان (هسيس الملائكة) بوساطة الدار العربية للعلوم ناشرون عام 2008م.
- عمل على مشروع تسريد المعاناة الإنسانية أثناء سنوات الثورة السورية في رباعية قصصية صدر منها حتى الآن:
- 1-«دم العصافير» عن معاناة الأطفال، صدرت عن الدار العربية للعلوم ناشرون
- 2-"بين رصاصتين" عن معاناة الناس، صدرت عن الدار العربية للعلوم ناشرون
- 3-"تحت" عن معاناة المساجين، صدرت عن المؤسسة العربية للدراسات والنشر
- وفي مجال أدب الفتيان والأطفال أصدر عددًا من الأعمال:
- 1-«حمزة والهدهد» (رواية للفتيان)، عام 2012م عن دار جائزة خليفة التربوية، ثم طبعة ثانية عن مؤسسة الياسمين في تركيا، ثم طبعة ثالثة عن دار رؤية في تركيا.
- 2-"البحث عن مارد"(رواية للفتيان)، عام 2021م عن دار رؤية في تركيا.
- 3-"كلمات" (رواية لليافعين)، عام 2023م عن دار رؤية في تركيا.
- بدأ مشروع تحويل أحاديث النبي صلى الله عليه وسلم إلى قصص للأطفال فأصدر منه جزأين حتى الآن:
- 1-"النبي بيننا" جزء 1 عام 2022، عن دار رؤية في تركيا
- 2-"النبي بيننا" جزء 2 عام 2023، عن دار رؤية في تركيا

## الجوائز
- جائزة سعاد الصباح للدراسات النقدية عام 1994م.
- جائزة اتحاد الكتاب العرب للدراسات النقدية عام 1995م.
- جائزة البتاني للقصة القصيرة عام 1996م.
- جائزة خليفة التربوية لأدب الأطفال عام 2012م.
- جائزة الملصق العلمي مؤسسة قطر عام 2016م.[4]